# Камергерский ключ

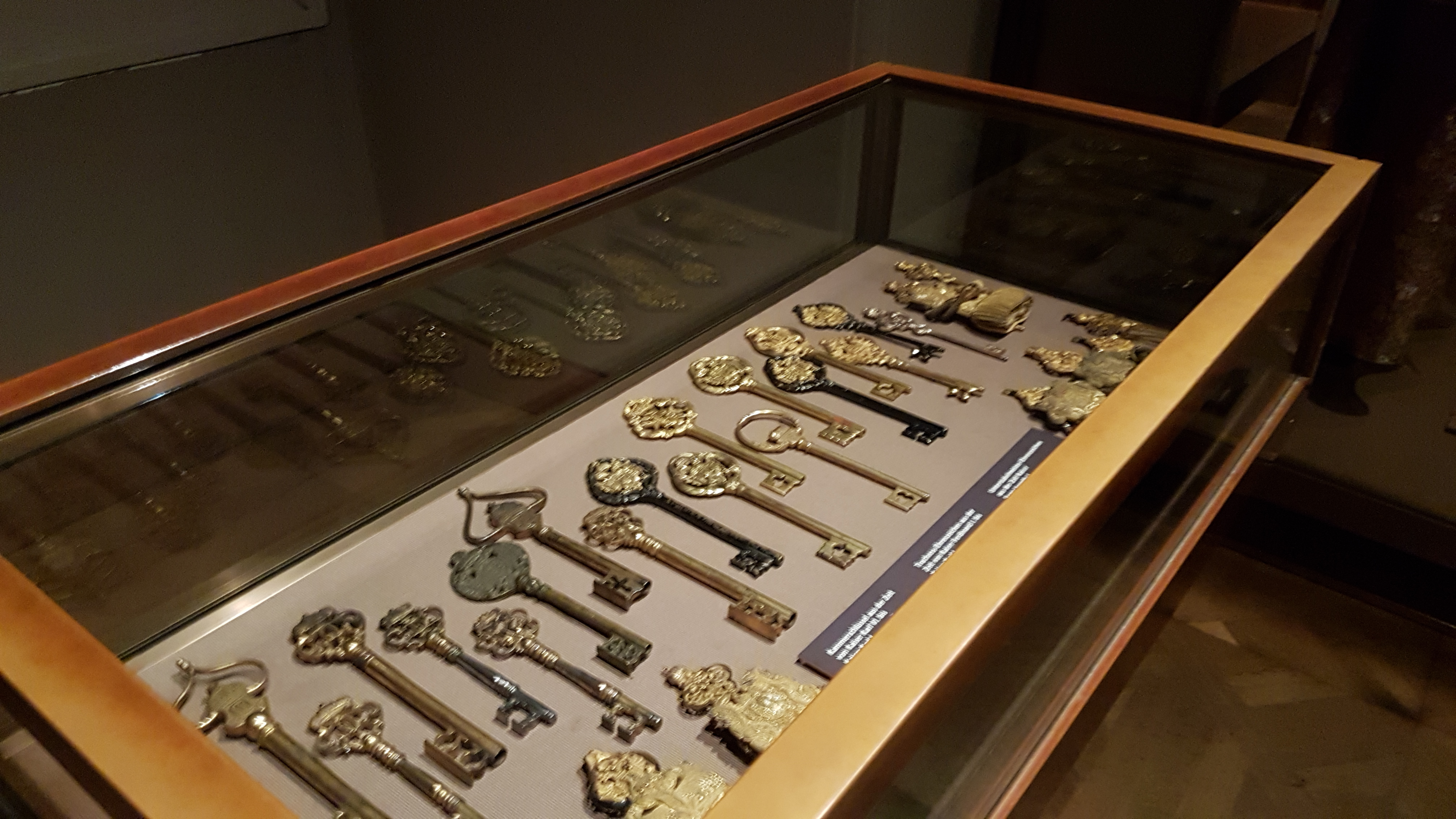
Витрина с камергерскими ключами в сокровищнице Хофбурга

Камергерский ключ — церемониальный атрибут камергера, символизирующий его привилегированный доступ в личные покои монарха. Как правило, выполнялся из драгоценных металлов в форме гигантского замкового ключа.
До XVII века включительно серебряный ключ камергера отпирал дверь в личные покои правителя. Его носили на чёрной ленте, перекинутой через плечо, или подвешивали у правого бедра на двух золотых пуговицах. К XVIII веку ключ окончательно утратил функциональное назначение. Его пышно украшали (иногда только с лицевой стороны), а ручку оформляли в виде вензеля правящего монарха.
В некоторых дворянских родах звание камергера носили несколько членов семьи подряд («[Покойник был] с ключом, и сыну ключ умел доставить», как сказано в «Горе от ума»). Тем не менее напрямую по наследству придворные должности обычно не передавались. Камергерские ключи попадали на гербы тех родов, которые придавали особое значение камергерству своих предков.

## В России
При русском императорском дворе камергерский ключ долго не имел установленного образца и носился на золотом шнуре. Как и вообще с произведениями ювелирного искусства, его форма предопределялась замыслом конкретного мастера. С 1762 года ключ носили на нагрудной голубой ленте в розетке, крепившейся на левой фалде мундира возле клапана. В 1833 году был утверждён единый образец, остававшийся неизменным до самой Февральской революции. Менялись лишь форма герба, абрис орла и инициалы правящего монарха.
Обер-камергерский ключ отличался от камергерского тем, что на нём фигура орла и короны над его головами украшались бриллиантами. Носился обер-камергерский ключ на золотом шнуре с кистями у правого карманного клапана (в отличие от камергеров, носивших свой ключ на левом бедре).
Камергерские ключи можно видеть на бесчисленных портретах придворных разных стран Европы. Например, в собрании Третьяковской галереи хранятся портреты князя Александра Куракина работы англичанина Р. Бромптона (1781) и В. Л. Боровиковского (1801). На обоих портретах ключ находится на груди царедворца на синей розетке.

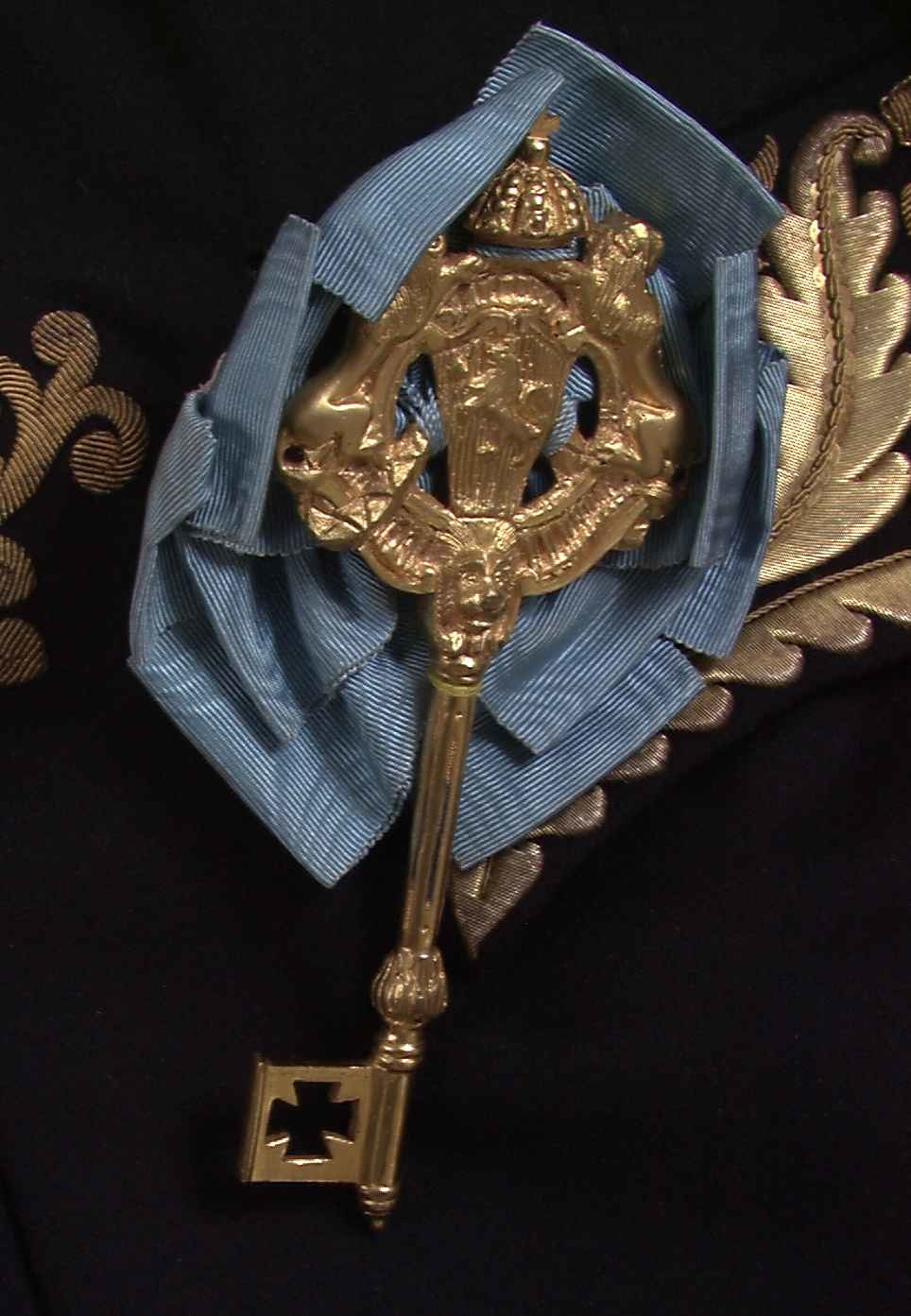
Ключ камергера норвежского двора (начало XX века)
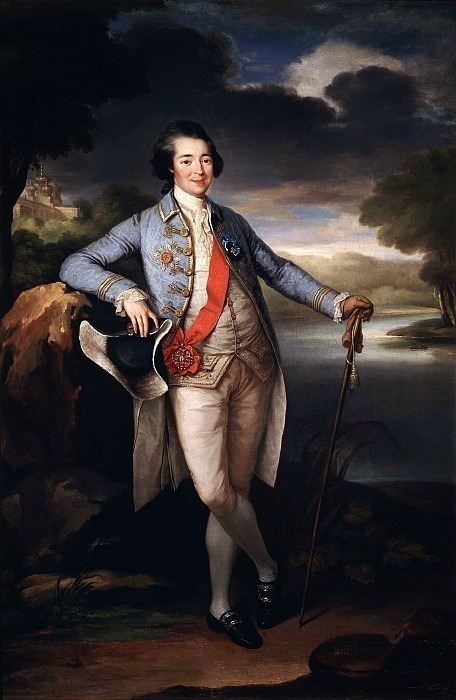
Портрет камергера князя Куракина работы Бромптона (1781) с орденом святой Анны на красной чрезплечной ленте и камергерским ключом на груди.
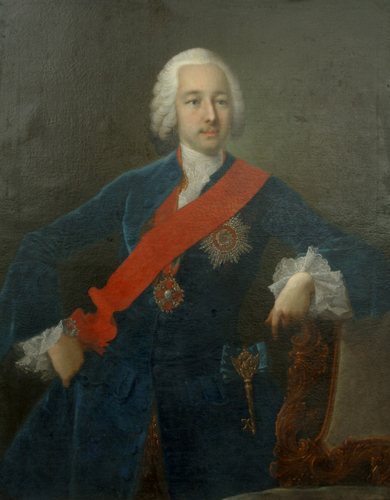
Портрет обер-камергера графа Шереметева. На синей ленте хорошо виден ключ.